# بازگشت بوتنات
بازگشت بوتنات (به هندی: Bhoothnath Returns) فیلمی محصول سال ۲۰۱۴ و به کارگردانی نیتش تیواری است. در این فیلم بازیگرانی همچون آمیتاب باچان، بومان ایرانی، اوشا جادهاو، سانجی میشرا، برجیندرا کالا، شاهرخ خان ایفای نقش کرده‌اند.